# Hietanen (sjö i Södra Savolax)
Hietanen är en sjö i Finland. Den ligger i kommunen Mäntyharju i landskapet Södra Savolax, i den södra delen av landet, 160 km nordost om huvudstaden Helsingfors. Hietanen ligger 78,7 meter över havet. Arean är 1,16 kvadratkilometer och strandlinjen är 8,37 kilometer lång. Sjön  ingår i Kymmene älvs huvudavrinningsområde.   I omgivningarna runt Hietanen växer i huvudsak blandskog.